# 6498 Ko
6498 Ko là một tiểu hành tinh vành đai chính với chu kỳ quỹ đạo là 1257.8893246 ngày (3.44 năm).
Nó được phát hiện ngày 16 tháng 10 năm 1992.